# Моравский, Франтишек
Франтишек Моравский (пол. Franciszek Morawski; 1783—1861) — польский генерал, поэт, военный министр во время Польского восстания (1830), литературный критик, драматург и переводчик.

## Ранние годы
Родился 2 апреля 1783 года в семье Войцеха Моравского и Софии Щанецкой (пол. Zofia Szczaniecka). Начал обучение в фамильном доме, затем изучал право в Лешно и Франкфурте. После окончания обучения работал судьёй во Франкфурте-на-Майне и затем асессором в Калише.
В 1820 году женился на Анеле Верховский. Была два ребёнка: Тадуеш (1821—1888) и Анна-Мария (1822—1891).

## Военная карьера
В ноябре 1806 года Моравский поступил на службу в почётную гвардию Наполеона Бонапарта, Познань. Был зачислен вторым лейтенантом в 1-й пехотный полк. Во время битвы при Диршау получил звание лейтенанта. После осады Данцига был удостоен звания капитана. В том же году, после июльской осады Кольберга стал кавалером военного ордена Virtuti militari.
Был адъютантом генерала Станислава Фишера в Войне пятой коалиции. Во время Отечественной войны 1812 года командовал 16-й пехотной дивизией. 8 октября получил звание полковника. После поражения наполеоновской армии был направлен на поиски польских военнопленных в Данию.
В период с 5 февраля 1915 года служил в армии Конгресса Польши. С 1820 по 1826 годы командовал бригадой 2-й пехотной дивизии в городе Замосць. Был награждён Орденом Святого Станислава лично императором Николаем I.
Во время Польского восстания 1830 года находился в Люблине. 30 января 1831 года был назначен генералом-интендантом армии повстанцев и затем военным министром. 11 сентября покинул свою должность в знак протеста против мирных переговоров с Российской империей после разгрома восстания. Был арестован и отправлен в ссылку в Вологду, где провёл два года. 17 октября он написал генералу Красинскому и просил позаботиться о жене и детях.

## Литературная деятельность
В 1833 году переехал в село Любония и занялся литературной деятельностью. Был членом Общества Иксов и Познанского общества друзей наук. Участвовал в литературных вечерах Винценты Красинского, Адама Казимира Чарторыйского и его супруги Изабеллы.
Был в дружеских отношениях с Петром Вяземским. Писал стихи, пьесы и басни. В 1859 году в Карлсбаде прошла встреча Моравского и Вяземского, кандидат филологических наук И.Л. Великодная предполагает что это была их последняя встреча.
9 мая 1818 года была опубликована его первая басня «Osiol i ciele». В частности, в стихотворение «Классики и романтики в Польше» он воспел горы Татры. Был автором литературных рецензий и фельетонов. Переводил на польский произведения таких авторов как Шекспир, Байрон и Расин.